# Laphamit
Laphamit ist ein sehr selten vorkommendes Mineral aus der Mineralklasse der „Sulfide und Sulfosalze“. Es kristallisiert im monoklinen Kristallsystem mit der chemischen Zusammensetzung As4(Se,S)6 bzw. As2(Se,S)3 Die in den runden Klammern angegebenen Elemente Selen und Schwefel können sich dabei in der Formel jeweils gegenseitig vertreten (Substitution, Diadochie), stehen jedoch immer im selben Mengenverhältnis zu den anderen Bestandteilen des Minerals.
Laphamit ist durchscheinend bis nahezu opak und entwickelt tafelige bis prismatische Kristalle bis etwa fünf Millimeter Länge von dunkelroter Farbe mit starken, feurigroten, inneren Reflexionen. Die Kristalloberflächen weisen einen fettähnlichen Glanz auf. Auf der Strichtafel hinterlässt Laphamit einen rotorangen Strich.
Mit einer Mohshärte von 1 bis 2 gehört Laphamit zu den weichen Mineralen, die sich ähnlich wie die Referenzminerale Talk (Härte 1) und Gips (Härte 2) mit dem Fingernagel abschaben bzw. ritzen lassen.

## Etymologie und Geschichte
Erstmals entdeckt wurde Laphamit bei Burnside im Northumberland County (Pennsylvania) von Pennsylvania in den Vereinigten Staaten von Amerika und beschrieben 1986 durch Pete J. Dunn, Donald R. Peacor, Alan J. Criddle und Robert B. Finkelman, die das Mineral nach dem früheren Chefmineralogen des „Pennsylvania Geological Survey“ Davis M. Lapham (1931–1974) benannten.
Typmaterial des Minerals wird im Natural History Museum in London, England (Katalog-Nr. 1984,843 und E.1036) sowie im National Museum of Natural History in Washington, D.C., USA (Katalog-Nr. 163039) aufbewahrt.

## Klassifikation
In der veralteten 8. Auflage der Mineralsystematik nach Strunz war der Laphamit noch nicht aufgeführt.
In der zuletzt 2018 überarbeiteten Lapis-Systematik nach Stefan Weiß, die formal auf der alten Systematik von Karl Hugo Strunz in der 8. Auflage basiert, erhielt das Mineral die System- und Mineralnummer II/F.02-080. Dies entspricht der Klasse der „Sulfide und Sulfosalze“ und dort der Abteilung „Sulfide mit nichtmetallischem Charakter“, wo Laphamit zusammen mit Alacránit, Anauripigment, Auripigment, Bonazziit, Dimorphin, Duranusit, Pararealgar, Realgar und Uzonit eine unbenannte Gruppe mit der Systemnummer II/F.02 bildet.
Die von der International Mineralogical Association (IMA) zuletzt 2009 aktualisierte 9. Auflage der Strunz’schen Mineralsystematik ordnet den Laphamit in die Klasse der „Sulfide und Sulfosalze (Sulfide, Selenide, Telluride, Arsenide, Antimonide, Bismutide, Sulfarsenide, Sulfantimonide, Sulfbismutide)“ und dort in die Abteilung „Sulfide von Arsen, Alkalien; Sulfide mit Halogeniden, Oxiden, Hydroxiden, H2O“ ein. Hier ist das Mineral in der Unterabteilung „mit As, (Sb), S“ zu finden, wo es zusammen mit Auripigment die „Auripigmentgruppe“ mit der Systemnummer 2.FA.30 bildet.
In der vorwiegend im englischen Sprachraum gebräuchlichen Systematik der Minerale nach Dana hat Laphamit die System- und Mineralnummer 02.11.06.01. Das entspricht der Klasse der „Sulfide und Sulfosalze“ und dort der Abteilung „Sulfidminerale“. Hier findet er sich innerhalb der Unterabteilung „Sulfide – einschließlich Seleniden und Telluriden – mit der Zusammensetzung AmBnXp, mit (m+n):p=2:3“ als einziges Mitglied in einer unbenannten Gruppe mit der Systemnummer 02.11.06.

## Kristallstruktur
Laphamit kristallisiert monoklin in der Raumgruppe P21/n (Raumgruppen-Nr. 14, Stellung 2) mit den Gitterparametern a = 11,86 Å; b = 9,76 Å; c = 4,27 Å und β = 90,2° sowie zwei Formeleinheiten pro Elementarzelle.

## Bildung und Fundorte
Laphamit entsteht als Sekundärmineral (wahrscheinlich durch Sublimation) und bildet Verkrustung auf der Oberfläche von Schlackensteinen in brennenden Anthrazit-Kohlehalden. Als Begleitminerale treten unter anderem Arsenolith und Auripigment auf.
Das Mineral ist so selten, dass es bisher (Stand 2015) nur an seiner Typlokalität Burnside (Northumberland County, Pennsylvania) nachgewiesen werden konnte.